# Coenocorypha huegeli
La chochita de las Snares (Coenocorypha huegeli) es una especie de ave charadriforme de la familia Scolopacidae endémica de las islas Snares de Nueva Zelanda. Anteriormente era considerada una subespecie de la chochita de las Auckland (Coenocorypha aucklandica), pero en la actualidad es reconocida como especie separada.

## Taxonomía
La especie fue descrita científicamente por el reverendo inglés Henry Baker Tristram en 1893 como Gallinago huegeli. El epíteto específico conmemora al naturalista austriaco Anatole von Hügel, el primero en recolectar muestras de la especie. 
El nombre maorí, «tutukiwi», que también se puede aplicar a otros snipes Coenocorypha, alude al parecido imaginado del ave en apariencia y comportamiento a un kiwi en miniatura.

## Distribución y hábitat
Es endémica de las islas Snares, un pequeño grupo de islas subantárticas con una superficie de 3,5 km², localizadas en el océano Austral, unos 200 km al sur de Nueva Zelanda. Allí se distribuye en las islas Noreste y Broughton, también ha sido registrada en Alert Stack. La especie también ha sido introducida en la isla de Putauhinu. Su hábitat preferido son los suelos húmedos debajo de bosques de Olearia y Brachyglottis, con una capa de hierbas tussok, juncias y helechos.